# Paul Dessau
Pour les articles homonymes, voir Dessau (homonymie).
Paul Dessau est un compositeur et chef d'orchestre allemand né le 19 décembre 1894 à Hambourg (Allemagne) et mort le 28 juin 1979 à Königs Wusterhausen (République démocratique allemande).

## Biographie
Né le 19 décembre 1894 à Hambourg, Paul Dessau est issu d'une famille qui, en plus de son père mélomane, compte un oncle, Bernard Dessau, violoniste au Königlichen Oper Unter den Linden de Berlin, un grand-père chantre à la synagogue et un cousin, Jean Gilbert, chef d'orchestre et compositeur.
Initié jeune au violon, il étudie la direction d'orchestre à Berlin de 1909 à 1913.
Après la Grande guerre, Paul Dessau occupa des postes de chef d'orchestre à Hambourg, Cologne, Mayence et Berlin, tout en composant une musique d'avant-garde notamment pour le cinéma.
Engagé plutôt à gauche et d'origine juive, il quitta l'Allemagne dès 1933 pour la France, puis les États-Unis, avant de revenir en Europe après la Guerre et de se fixer à Berlin-Est. Il collabora alors avec Bertolt Brecht pour les musiques de scène de Mère courage et du Cercle de craie caucasien.
D'abord attiré par la musique dodécaphonique, il s'en est éloigné pour s'attacher à une musique réaliste, volontiers engagée et accessible au plus grand nombre.
Parallèlement à la composition d'œuvres pour le cinéma et le théâtre, il a écrit des œuvres chorales (In memoriam Bertolt Brecht, Requiem pour Lumumba, Lénine) et des opéras (Lancelot, Einstein).
Il est enterré au cimetière de Dorotheenstadt de Berlin.

## Œuvres

### Opéras
- Die Reisen des Glücksgotts (fragment), 1945 (texte : Bertolt Brecht)
- Die Verurteilung des Lukullus  1949–1951 (texte : Bertolt Brecht), création le 17 mars 1951 au Staatsoper de Berlin
- Puntila, 1956–1959 (texte : Peter Palitzsch et Manfred Wekwerth, d'après Bertolt Brecht Maître Puntila et son valet Matti), création le 15 novembre 1966 au Staatsoper
- Die heilige Johanna der Schlachthöfe [fragment], 1961 (texte d'après Bertolt Brecht Sainte Jeanne des Abattoirs)
- Lanzelot, 1967-9 (texte : Heiner Müller et Ginka Tsholakova), création le 19 décembre 1969 au Staatsoper
- Einstein, 1969–1972, (texte : Karl Mickel), création le 16 février 1974 au Staatsoper  (Direction : Otmar Suitner)
- Leonce und Lena, 1976–1979 (texte : Thomas Körner, d'après Georg Büchner), création le 24 novembre 1979 (Direction : Otmar Suitner)

### Musique de scène
Pour des pièces de Brecht :
- 99% - eine deutsche Heerschau  (Furcht und Elend des Dritten Reiches) 1938
- Mutter Courage und ihre Kinder: Chronik aus dem Dreißigjährigen Krieg 1946–1949
- Der gute Mensch von Sezuan 1947–1948
- Die Ausnahme und die Regel 1948
- Herr Puntila und sein Knecht Matti 1949
- Wie dem deutschen Michel geholfen wird. Clownspiel (clown play)  1949
- Mann ist Mann 1951–1956
- Der kaukasische Kreidekreis 1953–1954

Pour des adaptations faites par Brecht :
- Der Hofmeister 1950 (d'après Jakob Michael Reinhold Lenz)
- Don Juan 1953 (d'après Molière)
- Coriolan 1964 (d'après William Shakespeare)

Pour des pièces de Johann Wolfgang von Goethe :
- Faust I 1949
- Urfaust 1952
- Faust II 1952-1953
- Egmont 1970

Pour des pièces de Peter Weiss :
- Die Ermittlung 1965
- Vietnam-Diskurs 1967–1968

Pour des pièces d'autres auteurs :
- Der arme Konrad 1951 (Friedrich Wolf)
- Das Leben kein Traum 1951 (Heinrich Goertz)
- An beiden Ufern der Spree 1951 (Bruno Aulich)
- Die Verbündeten 1951 (Alfred Kantorowicz)
- Fastnachtsspiel 1955 (Wera Küchenmeister)
- Der Weg nach Füssen 1955–1956 (Johannes R. Becher)
- Rummelplatz 1963 1963 (Fritz Baronick)
- Herakles oder die Hydra (Zement) 1973 (Heiner Müller)

## Filmographie

### Cinéma
- 1926 : Alice in the Wooly West de Walt Disney
- 1928 : L'Horloge magique ou La petite fille qui voulait être princesse de Wladyslaw Starewicz
- 1928 : Die Pflicht zu schweigen de Carl Wilhelm
- 1928 : Schmutziges Geld de Richard Eichberg
- 1928 : Der Erste Kuß de Karel Lamač
- 1928 : Die Schönste Frau von Paris de Jacob Fleck et Luise Fleck
- 1928 : Immoralité (Unmoral) de Willi Wolff
- 1929 : L'Enfer des pauvres (Mutter Krausens Fahrt ins Glück) de Phil Jutzi
- 1930 : Ruhiges Heim mit Küchenbenutzung. Das Mädel von der Operette de Carl Wilhelm
- 1930 : Ich glaub' nie mehr an eine Frau de Max Reichmann
- 1930 : Die Heiligen drei Brunnen de Mario Bonnard
- 1930 : Das Lockende Ziel de Max Reichmann
- 1930 : Die Große Sehnsucht de Steve Sekely
- 1930 : Tempête sur le mont Blanc (Stürme über dem Mont Blanc) d'Arnold Fanck
- 1931 : Salto Mortale d'Ewald André Dupont
- 1931 : Der Weiße Rausch - Neue Wunder des Schneeschuhs d'Arnold Fanck
- 1933 : SOS Eisberg de Tay Garnett (version américaine)
- 1933 : SOS Eisberg d'Arnold Fanck (version allemande)
- 1933 : Anna und Elisabeth de Frank Wisbar
- 1934 : L'Or dans la rue de Curtis Bernhardt
- 1934 : Nordpol - Ahoi! d'Andrew Marton
- 1935 : Avodah de Helmar Lerski
- 1936 : Tarass Boulba d'Alexis Granowsky
- 1937 : Le Chemin de Rio de Robert Siodmak
- 1937 : Yoshiwara de Max Ophüls
- 1938 : Le Roman de Werther de Max Ophüls
- 1938 : Tarass Boulba (The Rebel Son) d'Adrian Brunel
- 1938 : Gibraltar de Fedor Ozep
- 1938 : Carrefour de Curtis Bernhardt
- 1938 : Accord final d'Ignacy Rosenkranz
- 1939 : Le Grand Élan de Christian-Jaque
- 1944 : Femme aimée est toujours jolie (Mr. Skeffington) de Vincent Sherman
- 1944 : La Maison de Frankenstein (House of Frankenstein) d'Erle C. Kenton
- 1945 : Hôtel Berlin de Peter Godfrey
- 1945 : Show Boat en furie (The Naughty Nineties) de Jean Yarbrough
- 1945 : La Femme en vert (The Woman in Green) de Roy William Neill
- 1945 : L'Oncle Harry (The Strange Affair of Uncle Harry) de Robert Siodmak
- 1946 : Her Kind of Man de Frederick De Cordova
- 1946 : Winter Wonderland (en) de Bernard Vorhaus
- 1947 : Adamah de Helmar Lerski
- 1947 : L'Amant sans visage (Nora Prentiss) de Vincent Sherman
- 1947 : Le Procès Paradine (The Paradine Case) d'Alfred Hitchcock
- 1948 : The Vicious Circle de W. Lee Wilder
- 1955 : Mère Courage (Mutter Courage und ihre Kinder) de Wolfgang Staudte (film inabouti)
- 1961 : Mère Courage et ses enfants (Mutter Courage und ihre Kinder) de Peter Palitzsch et Manfred Wekwerth
- 1963 : Das Russische Wunder I d'Andrew Thorndike et Annelie Thorndike
- 1963 : Das Russische Wunder II d'Andrew Thorndike et Annelie Thorndike
- 1968 : Les Adieux (Abschied) d'Egon Günther

### Télévision
- 1957 : Mutter Courage und ihre Kinder - Eine Chronik aus dem Dreißigjährigen Krieg in 12 Bildern von Bertolt Brecht de Bertolt Brecht et d'Erich_Engel (crédités comme metteurs en scène de la pièce) et de Peter Hagen (crédité comme réalisateur de la captation télévisée) : téléfilm, enregistrement théâtral de la pièce Mère Courage et ses enfants.
- 1958 : Der Kaukasische Kreidekreis
- 1966 : Die Ermittlung - Oratorium in 11 Gesängen
- 2003 : Mutter Courage und ihre Kinder de Peter Zadek

## Autres compositions
- In memoriam Bertolt Brecht pour grand orchestre, 1956–1957
- Bach-Variationen pour grand orchestre, 1963
- Kleiner Marsch für Hans Pischner pour clavecin, 1964
- Symphonic Mozart-Adaptation (d'après le Quintette, K.614), 1965
- Lenin, musique pour orchestre no. 3 avec un chœur final Grabschrift für Lenin, 1969
- Für Helli, petite pièce pour piano, 1971
- Bagatelles pour alto et piano, 1975
- Sonatine pour alto et piano, 1929
- deux symphonies
- sept quatuors à cordes

## Distinction
Paul Dessau est décoré en 1965 de l'ordre du Mérite patriotique (Vaterländischer Verdienstorden), section « Or ».